# Ernst Moro
Ernst Moro (Liubliana, 8 de dezembro de 1874 – 1951) foi um médico e pediatra austríaco, o primeiro na medicina ocidental a descrever o reflexo primitivo de neonatos que recebeu seu nome (reflexo de Moro). 

## Carreira
Ernst Moro estudou medicina na cidade de Graz, Áustria, obtendo seu título de Doutor em Medicina em 1899. De 1901 a 1902 trabalhou com Theodor Escherich (1857-1911) em Viena, o descobridor da bactéria Escherichia coli. Ele se habilitou em pediatria em Munique em 1906 e tornou-se professor de pediatria na Universidade de Heidelberg em 1911. 
Além do reflexo Moro ele também ficou conhecido por descobertas e investigações como as seguintes:
- Observação de crianças amamentadas com atividade bactericida mais forte no sangue do que crianças alimentadas com mamadeira. [1]
- Isolamento e descrição da bactéria Lactobacillus acidophilus do estômago de crianças em 1900[1]
- Desenvolvimento do Método de Moro para detecção de tuberculose (reação tuberculínica percutânea) em 1907. [2]

Em 1936, após a chegada dos nazistas ao poder, Moro renunciou à sua cátedra na Universidade de Heidelberg, alegando motivos de saúde. Porém o verdadeiro motivo era que ele era casado com Grete Moro, nascida Königsvald, de origem judaica . Ele abriu uma clínica privada na Mozartstrasse 10 (onde hoje está afixada uma placa comemorativa) e aposentou-se em 1948.
Moro foi casado com Margareta Hönigswald, de origem judaica.  Seu filho, Peter Moro, foi um notável arquiteto londrino.[carece de fontes?]